# هانس-بيتر بارتلس
هانس-بيتر بارتلس هو محرر وصحفي وسياسي ألماني، ولد في 7 مايو 1961 في دوسلدورف في ألمانيا. نشط حزبياً في الحزب الديمقراطي الاجتماعي الألماني (1979 – 1979).

## مناصب
- انتخب رئيس مجلس الإدارة لجنة الدفاع  [لغات أخرى]‏ (15 يناير 2014 – 20 مايو 2015).
- انتخب Vorstand [الإنجليزية]‏ Deutsche Vereinigung für Politische Bildung e.V. ‏.
- انتخب رئيس مجلس الإدارة الاشتراكيون الشباب في الحزب الديمقراطي الاجتماعي [الإنجليزية]‏ (1984 – 1985).
- انتخب Parliamentary Commissioner for the Armed Forces  [لغات أخرى]‏ (20 مايو 2015 – 2020).
- انتخب عضو في البوندستاغ الألماني خلال فترته النيابية  [لغات أخرى]‏ (22 أكتوبر 2013 – 20 مايو 2015).
- انتخب عضو في البوندستاغ الألماني (27 أكتوبر 2009 – 22 أكتوبر 2013).
- انتخب عضو في البوندستاغ الألماني (18 أكتوبر 2005 – 27 أكتوبر 2009).
- انتخب عضو في البوندستاغ الألماني (17 أكتوبر 2002 – 18 أكتوبر 2005).
- انتخب عضو في البوندستاغ الألماني خلال فترته النيابية  [لغات أخرى]‏ (26 أكتوبر 1998 – 17 أكتوبر 2002).

## وصلات خارجية
- الموقع الرسمي
- هانس-بيتر بارتلس على موقع مونزينجر (الألمانية)